# Hollywood Pictures
Pour les articles homonymes, voir Hollywood (homonymie).
Hollywood Pictures est l'un des studios de productions de la Walt Disney Company, créé le 1er février 1989 pour distribuer des films plus adultes que ceux de Walt Disney Pictures ou ceux considérés comme « familiaux » de Touchstone et Miramax.

## Historique
Après avoir hésité à rebaptiser le label Touchstone Pictures, Disney annonce le 2 décembre 1988 la création d'un troisième label cinématographique Hollywood Pictures.
Le premier président d'Hollywood Pictures est Ricardo Mestres, vice-président des productions de Touchstone depuis 1984. Son premier film Arachnophobie sort le 18 juillet 1990. Disney a produit d'autres films célèbres sous ce label dont La Main sur le berceau, Sixième Sens, Rock et Esprits rebelles.
Le studio est mis en suspens par Buena Vista Pictures en 2001, après plusieurs échecs commerciaux.
Depuis 2004, il est intégré au Walt Disney Motion Pictures Group (ex-Buena Vista Motion Pictures Group). Le studio possédait aussi une filiale, baptisée Hollywood Records pour la production de disques mais qui a été intégré en 2004 au Buena Vista Music Group. Disney a utilisé aussi le nom de ce studio pour une section du parc Disney California Adventure le Hollywood Pictures Backlot.
En 2006, Disney décide de remettre le studio en marche pour remplacer Dimension Films en tant que division de genre. Mais, en 2007, au bout de trois films (Stay Alive, Primeval, The Invisible), il est de nouveau fermé, The Walt Disney Company ayant décidé d'une restructuration sur les trois marques principales de la firme (Disney, ABC et ESPN), causant la fermeture définitive du studio. La dernière production est The Invisible sorti le 27 avril 2007 aux États-Unis et le 27 juillet 2007 en France.

## Direction
- 1989[1]-1994[7] : Ricardo Mestres
- 1994[7]-1997[1] : Michael Lynton
- 1997[1]-2007 : David Vogel